# Ravilloles
Ravilloles är en kommun i departementet Jura i regionen Bourgogne-Franche-Comté i östra Frankrike. Kommunen ligger i kantonen Saint-Claude som tillhör arrondissementet Saint-Claude. År 2022 hade Ravilloles 444 invånare.

## Befolkningsutveckling
Antalet invånare i kommunen Ravilloles
Referens:INSEE